# Associated Independent Recording

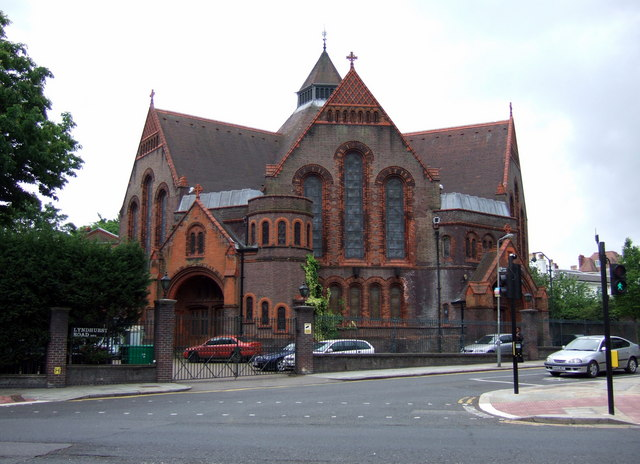
AIR Lyndhurst Hall in mei 2007

Associated Independent Recording (AIR) is een onafhankelijk opnamebedrijf opgericht in Londen in 1965 door platenproducent Sir George Martin en zijn partner John Burgess, na hun vertrek uit Parlophone. Het eerste album geproduceerd door George Martin door zijn nieuwe bedrijf was The Beatles' Rubber Soul, opgenomen in Abbey Road Studios. Het toonaangevende onafhankelijke opnamestudio-complex werd opgericht in 1969. Sindsdien exploiteert AIR zijn eigen professionele audio-opnamefaciliteiten, AIR Studios.

## Geschiedenis
Oxford Street, Londen (1970-1991) was de eerste faciliteit van AIR die geopend werd op 6 oktober 1970. Het bevond zich op de vierde verdieping van Oxford Street 214, met vier studio's en later een MIDI-programmeerruimte. Veel artiesten hebben daar opgenomen, waaronder The Pretenders, voor hun album Learning to Crawl uit 1984. Het bedrijf bouwde eind jaren zeventig een andere opnamestudio in Olveston op het Caribische eiland Montserrat, AIR Montserrat (midden jaren 1970 tot 1989). Het eerste album uit de studio was Real to Reel van de Climax Blues Band in 1979.

### AIR Lyndhurst Hall
In 1991, toen de huur op het Oxford Street-terrein afliep, nam AIR Studios Lyndhurst Road Congregational Church over, een monumentaal pand dat in 1880 werd ontworpen door de Victoriaanse architect Alfred Waterhouse en gelegen in de voorstad Hampstead in het noorden van Londen. De ruimte werd vernieuwd als een opnamefaciliteit en werd in december 1992 geopend voor het bedrijfsleven. AIR Lyndhurst is nu een belangrijke Londense faciliteit voor klassieke en populaire opnames, evenals filmmuziek, postproductie van televisie en dialoog, geluidseffecten en muziek voor computerspellen.